# Botryobasidium grandisporum
Botryobasidium grandisporum ist eine Ständerpilzart aus der Familie der Traubenbasidienverwandten (Botryobasidiaceae). Sie bildet resupinate, spinnwebartige Fruchtkörper aus, die auf Totholz von Koniferen wachsen. Das Verbreitungsgebiet von Botryobasidium grandisporum umfasst Taiwan. Eine Anamorphe der Art ist nicht bekannt.

## Merkmale

### Makroskopische Merkmale
Botryobasidium grandisporum besitzt weiße, gespinstartige und dünne Fruchtkörper, die resupinat (also vollständig anliegend) auf ihrem Substrat wachsen und unter der Lupe leicht netzartig erscheinen.

### Mikroskopische Merkmale
Wie bei allen Traubenbasidien ist die Hyphenstruktur von Botryobasidium grandisporum monomitisch, besteht also ausschließlich aus generativen Hyphen, die sich rechtwinklig verzweigen. Die Basalhyphen sind gelblich, meist 6–10 µm breit, dickwandig und nicht inkrustiert. Die 6–10 µm dicken Subhymenialhyphen sind hyalin und dünnwandig. Die Art verfügt wie fast alle Traubenbasidien nicht über Zystiden, allerdings über Schnallen an den vielen subhymenialen Septen. Die sechssporigen Basidien der Art wachsen in Nestern, werden 35–40 × 10–12 µm groß und annähernd urnenförmig. Die Sporen sind breit schiffchenförmig und meist 12–15 × 6–7 µm groß. Sie sind hyalin, glatt und dünnwandig.

## Verbreitung
Das bekannte Verbreitungsgebiet von Botryobasidium grandisporum umfasst nur Taiwan.

## Ökologie
Botryobasidium grandisporum ist ein Saprobiont, der auf dem morschen Totholz von Nadelbäumen wächst. Die Substrate wurden bislang nicht genauer bestimmt.